# Iggensbach

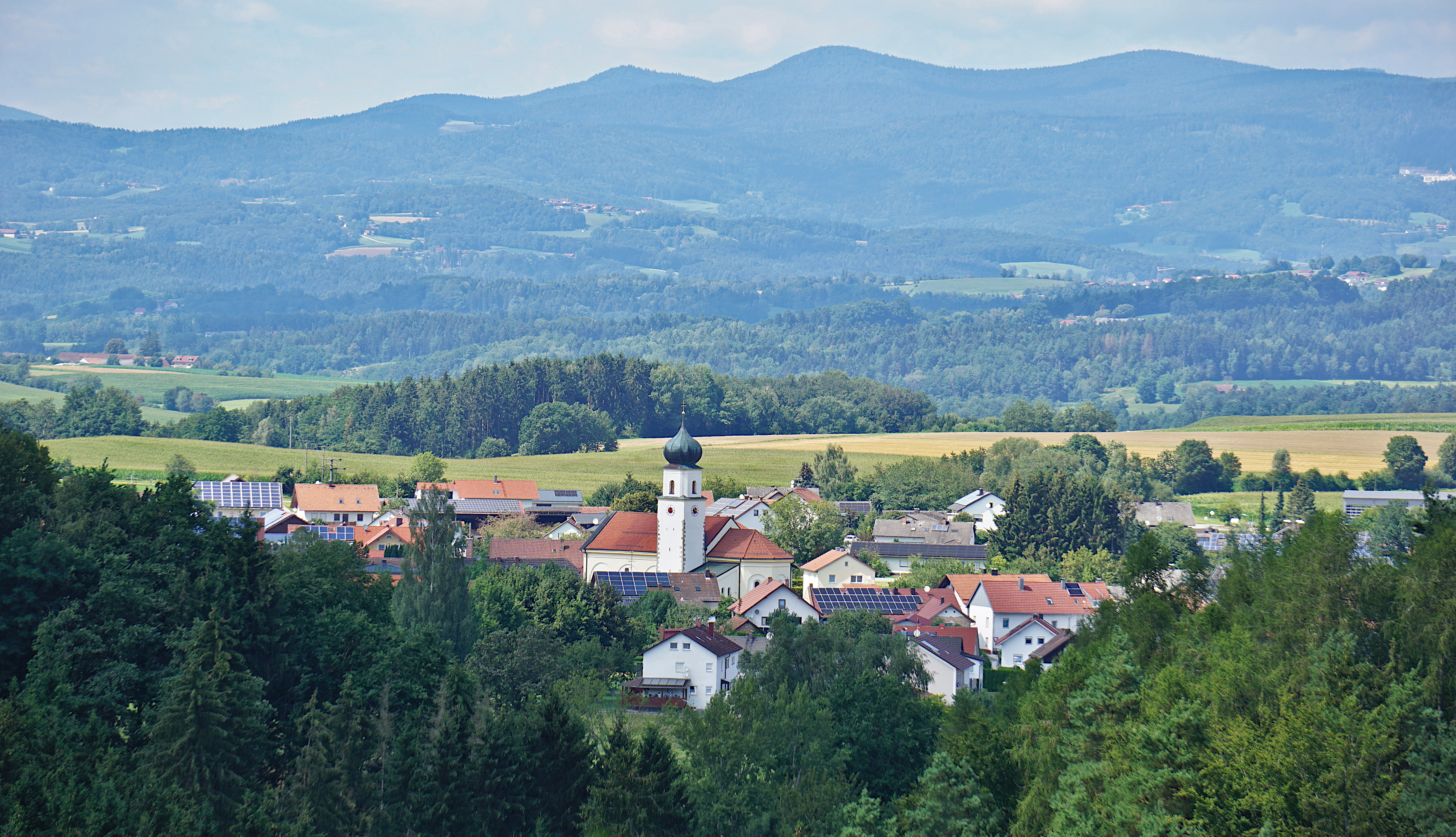
Blick auf Iggensbach

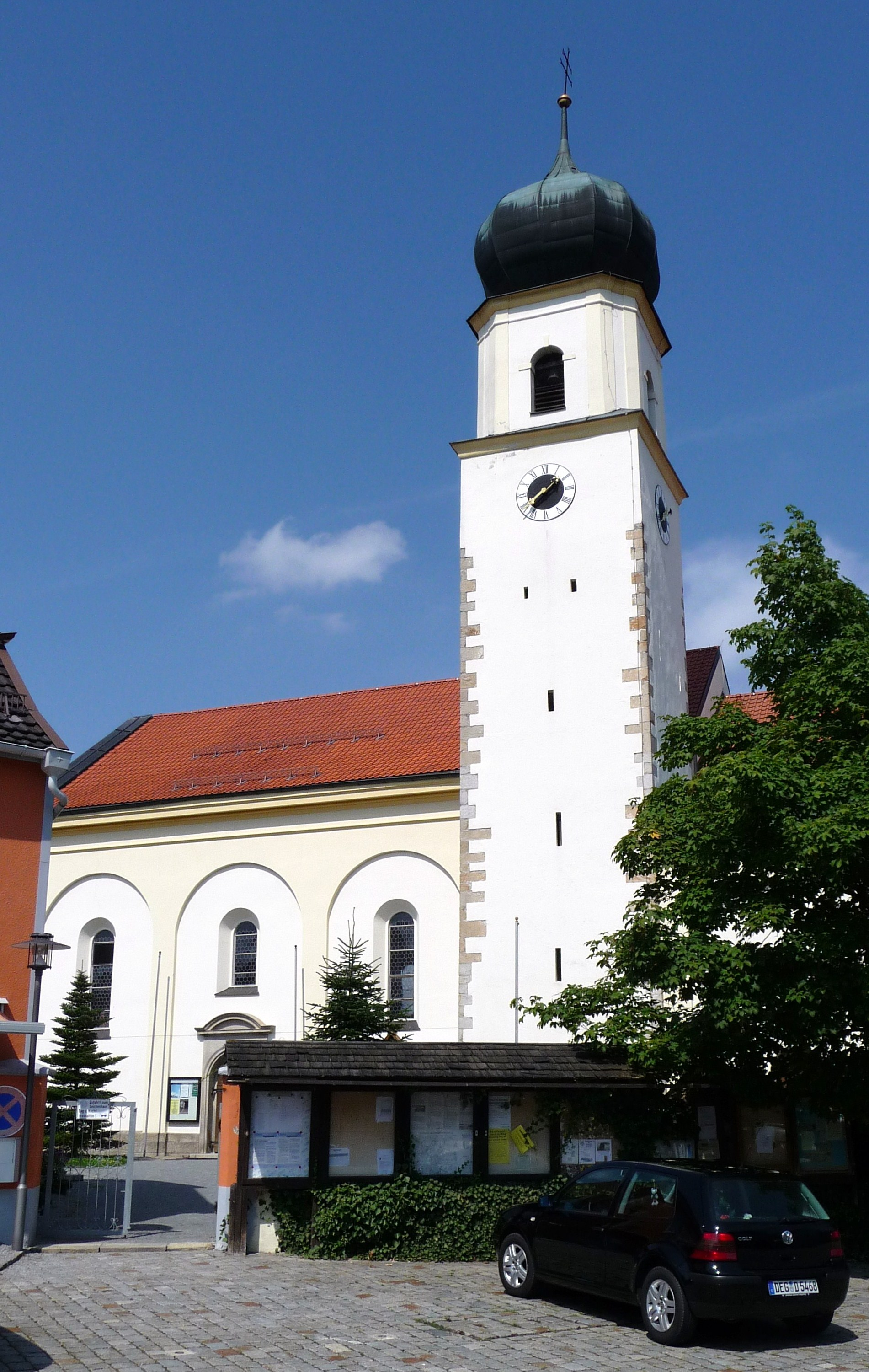
Die Pfarrkirche Maria Namen

Iggensbach ist eine Gemeinde im niederbayerischen Landkreis Deggendorf.

## Geografie

### Lage

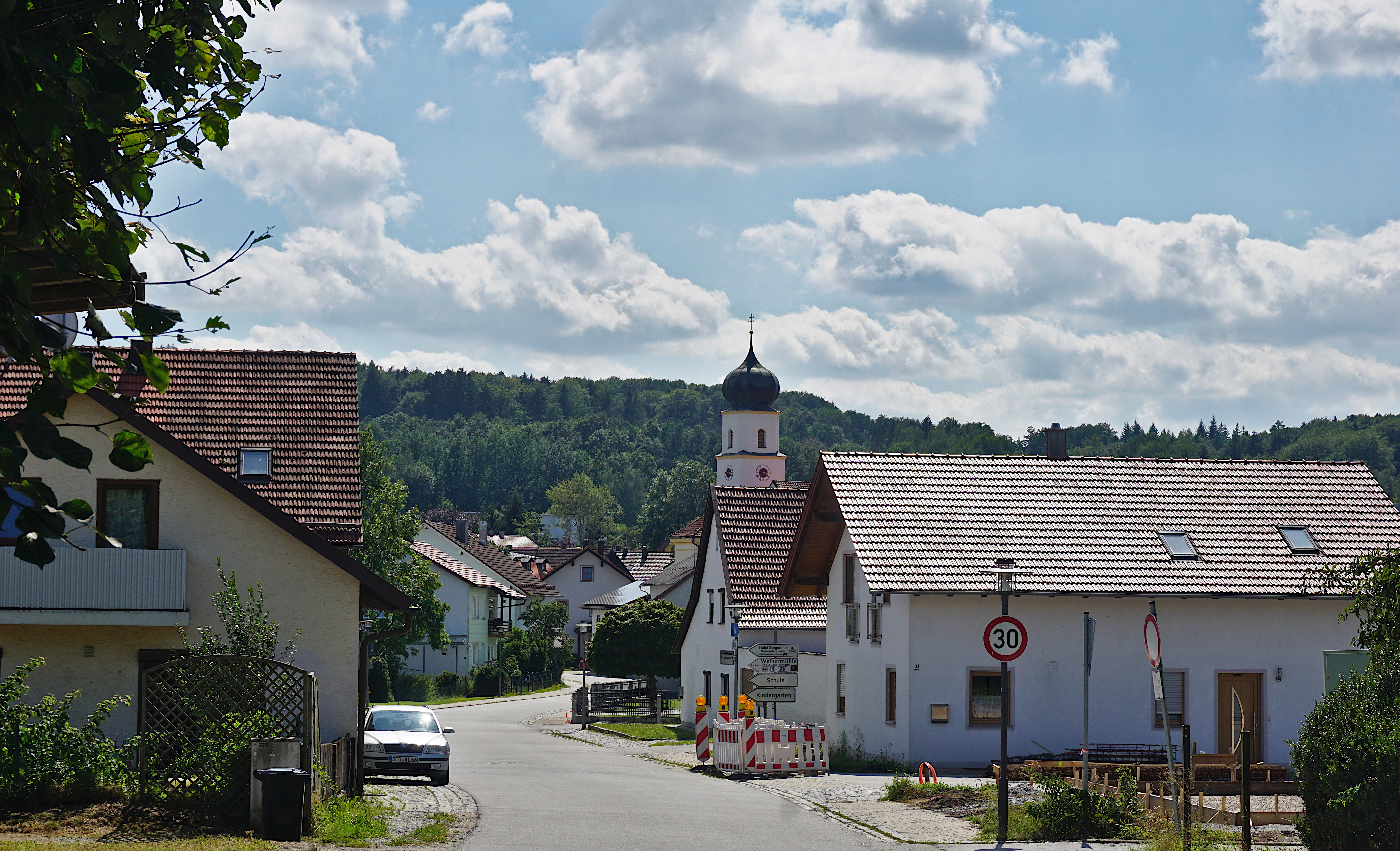
Dorfpartie in Iggensbach

Die Gemeinde liegt in der Region Donau-Wald und im Bereich des Naturparks Bayerischer Wald. Durch die Gemeinde fließt die Kleine Ohe, die zum Einzugsbereich der Donau gehört.

### Gemeindegliederung
Es gibt 28 Gemeindeteile (in Klammern ist der Siedlungstyp angegeben):
- Binderberg (Einöde)
- Degelreit (Einöde)
- Ecking (Weiler)
- Eilberg (Einöde)
- Felln (Einöde)
- Frommerding (Weiler)
- Gschwendt (Dorf)
- Gstein (Dorf)
- Haderbach (Einöde)
- Handlab (Dorf)
- Haselleithen (Dorf)
- Holling (Dorf)
- Iggensbach (Pfarrdorf)
- Kopfsberg (Weiler)
- Kühholz (Einöde)
- Langenhart (Weiler)
- Leithen (Weiler)
- Mühlberg (Weiler)
- Mühlholz (Weiler)
- Oberrötzing (Weiler)
- Ochsenweid (Einöde)
- Reichenbach (Dorf)
- Reit (Weiler)
- Schöllnstein (Kirchdorf)
- Schüssellehen (Weiler)
- Sieberding (Dorf)
- Westermaning (Weiler)
- Wollmering (Weiler)

Es gibt nur die Gemarkung Iggensbach.

## Geschichte

### Bis zur Gemeindegründung
Erstmals wurde der Ort 947 als „Itenespah“ urkundlich erwähnt. Von 1130 bis etwa 1600 war der Ort im Besitz von bayerischen Herzögen; seit dem 15. Jahrhundert wird der Ort als Hofmark geführt. Im 14. Jahrhundert wurde die Pfarrkirche erbaut. Iggensbach gehörte dann zum Rentamt Straubing und zum Landgericht Hengersberg des Kurfürstentums Bayern. Im Zuge der Verwaltungsreformen in Bayern entstand mit dem Gemeindeedikt von 1818 die heutige Gemeinde.

### Verwaltungsgemeinschaft
Von 1978 bis 1989 gehörte Iggensbach der Verwaltungsgemeinschaft Schöllnach an. Seit dem 1. Januar 1990 ist Iggensbach wieder eine selbständige Gemeinde.

### Einwohnerentwicklung
Im Zeitraum 1988 bis 2018 wuchs die Gemeinde von 1897 auf 2114 um 217 Einwohner bzw. um 11,4 %.
| Stand     | 1961 | 1970 | 1987 | 1991 | 1995 | 2000 | 2005 | 2010 | 2015 | 2020 |
| --------- | ---- | ---- | ---- | ---- | ---- | ---- | ---- | ---- | ---- | ---- |
| Einwohner | 1612 | 1751 | 1900 | 2153 | 2211 | 2165 | 2105 | 2141 | 2092 | 2153 |

## Politik

### Bürgermeister
Am 9. Juni 2024, gemeinsam mit der Europa-Wahl, wurde Wolfgang Schwarz (SPD) zum ehrenamtlichen Ersten Bürgermeister gewählt. Er ist seit dem 12. Juni 2024 im Amt. Sein Vorgänger Wolfgang Haider (UBL) trat zum 31. März 2024, außerhalb der allgemeinen Kommunalwahlperiode, aus gesundheitlichen Gründen zurück. Er war seit Mai 2014 im Amt. Dessen Vorgänger war Alois Zellner (CSU). 

### Gemeinderat
Die Kommunalwahlen seit 2008 ergaben folgende Sitzverteilungen:
|      | UBL | CSU | SPD | WIR | Junge Liste | Gesamt |
| 2020 | 5   | 3   | 3   | 3   | –           | 14     |
| 2014 | 4   | 3   | 3   | 4   | –           | 14     |
| 2008 | 4   | 6   | 3   | –   | 2           | 14     |

### Steuereinnahmen
Die Gemeindesteuereinnahmen betrugen im Jahr 2013 1,17 Mio. EUR; davon betrugen die Gewerbesteuereinnahmen (netto) umgerechnet 200 T€.

### Wappen
| Wappen von Iggensbach | Blasonierung: „Gespalten; vorne wieder dreimal gespalten von Blau und Silber, hinten in Rot über einem erniedrigten silbernen Wellenbalken eine goldene Kirchenglocke.“ |
| Wappen von Iggensbach | Wappenbegründung: Die dreimalige Spaltung von Blau und Silber ist die geminderte Form des Familienwappens der Grafen von Schwarzenberg, die vor der Übernahme der Herrschaft Winzer durch Herzog Maximilian von Bayern im Jahr 1603 die letzten Inhaber der Hofmark Iggensbach waren. Der silberne Wellenbalken ist redendes Bild für den Ortsnamenbestandteil -bach. Die goldene Kirchenglocke verweist darauf, dass Iggensbach mit der Kirchenglocke aus dem Jahr 1144 die älteste sicher datierbare Glocke Deutschlands besitzt. Dieses Wappen wird seit 1980 geführt. |

## Kultur und Sehenswürdigkeiten

### Kirchen
- Die neubarocke Pfarrkirche Maria Namen wurde nach einem Brand 1885 erbaut. Die neubarocke Ausstattung stammt aus dem Jahr 1922. Eine der Glocken, eine sogenannte Bienenkorbglocke, trägt das Datum 1144. Damit ist sie die zweitälteste datierte Glocke Deutschlands nach der Lullusglocke.
- Die Wallfahrtskirche Handlab befindet sich im Gemeindeteil Handlab in der Gemeinde Iggensbach. Die Wallfahrtskirche ist der „Hl. Corona und der Himmelskönigin“ geweiht. Die Heilige Corona (auch Korona oder Stephana) ist eine Märtyrerin (geb. um 160, gest. 177 n. Chr.). Sie ist die Patronin des Geldes, der Fleischer und Schatzgräber. Ausstattung. Mit über 600 Votivtafeln, die an die Pilger mit ihren vielfältigen Anliegen erinnern. Der Altar im Stil der Spätrenaissance besitzt ein Bild, auf dem viele Engel Mariensymbole vorstellen.
- Im Gemeindeteil Schöllnstein befindet sich über den Häusern des Gemeindeteils die Expositurkirche Maria Heimsuchung – 1640 erbaut, 1742 verändert, barocker Baustil, mit mehreren barocken Figuren ausgestattet. Am 1. Mai 1999 feierte die Expositur Schöllnstein erst ihr 100-jähriges Bestehen und ist somit die jüngste Pfarrei in der Diözese Passau. Sie gehört zum Dekanat Osterhofen und bildet mit den Pfarreien Iggensbach und Schwanenkirchen den Pfarrverband Iggensbach.

### Burgen und Schlösser
- Im malerischen Ortsteil Schöllnstein finden sich die Burgruine Schöllnstein auf einem zungenförmigen Vorsprung. Im Jahr 1369 belehnt Leupolt von Hals die Gebrüder Puchberger zu Engelsberg die Güter zu Sigwerting (Sieberding) und einem dazugehörigen Berg, auf dem noch im selben Jahrhundert die Feste Schellenstein errichtet wurde. Diese umfasste 15 Zimmer, drei Kellerräume und eine Pferdestallung für neun Pferde. Im Jahr 1485 wurde die Burg in Nieder- und Oberschöllnstein geteilt. Im Jahr 1550 ging die Burg in den Besitz der Gebrüder Spritzenstein über; danach wechselten die Besitzer in rascher Folge. Im Jahr 1700 wurde die Burg im Zuge des Bauernaufstands erobert und teilweise zerstört, ebenso 1742 nach der Eroberung durch die Österreicher. Seitdem blieb sie unbewohnt und wurde 1768 zum größten Teil niedergerissen. Der damalige Besitzer Graf Raimund Fugger ließ die Burg dann im Jahr 1850 fast vollständig schleifen; übrig blieb nur noch die Burgmauer.

### Sonstiges
- Ratzinger Kreuz am gleichnamigen Wanderweg, errichtet von den Urgroßeltern des Papstes Benedikt XVI.

### Brauchtum und Feste
- Der Handlaber Frauentag ist ein Fest, das alljährlich an Mariä Himmelfahrt im Gemeindeteil Handlab (Gemeinde Iggensbach) gefeiert wird. Jedes Jahr besuchen mehr als 10.000 Gäste den Handlaber Frauentag. Er findet jedes Jahr am 15. August statt. Er beginnt mit einem Festgottesdienst um 09:30 Uhr am Freialtar bei der Wallfahrtskirche Handlab. Dann geht es zum Frühschoppen in den Schlemmer-Wirtsgarten und zur ersten Runde durch die Budenwelt.[11]

## Wirtschaft und Infrastruktur

### Wirtschaft einschließlich Land- und Forstwirtschaft
Es gab im Jahr 2021 nach der amtlichen Statistik im produzierenden Gewerbe 64 und im Bereich Handel und Verkehr 21 sozialversicherungspflichtig Beschäftigten am Arbeitsort. In sonstigen Wirtschaftsbereichen waren am Arbeitsort 72 Personen sozialversicherungspflichtig beschäftigt. Sozialversicherungspflichtig Beschäftigte am Wohnort gab es insgesamt 924. Im verarbeitenden Gewerbe gab es keine, im Bauhauptgewerbe zwei Betriebe. Zudem bestanden im Jahr 2020 35 landwirtschaftliche Betriebe mit einer landwirtschaftlich genutzten Fläche von 645 ha, davon waren 345 ha Ackerfläche und 296 ha Dauergrünfläche.

### Verkehr
Die Gemeinde liegt direkt an der Autobahn A 3 (Anschlussstelle 112). Somit besteht ein hervorragender Anschluss an die Städte Deggendorf und Passau.

## Bildung und Sport

### Bildung
Der Grundschulverband Iggensbach-Schwanenkirchen hat zwei Grundschulen. Die Klassenjahrgänge 1 und 2 gehen in die Grundschule Schwanenkirchen. Dort gingen im Schuljahr 2013/2014 34 Kinder zur Schule. Die Klassenjahrgänge 3 und 4 gehen in die Grundschule Iggensbach. Dort gingen im Schuljahr 2013/2014 54 Kinder zur Schule. Darüber hinaus besteht eine gemeinsame Mittelschule mit dem Markt Winzer.

### Sport
Neben den vorhandenen Freizeitmöglichkeiten kann man in folgenden Vereinen in der Gemeinde Iggensbach aktiven Sport betreiben:
- FC Handlab-Iggensbach
- Eissportclub Iggensbach
- Eissportclub Reichenbach
- Bergschützen Handlab
- Scherbachschützen Iggensbach

## Persönlichkeiten

### Ehrenbürger
Die Gemeinde hat folgenden Personen das Ehrenbürgerrecht verliehen:
- Theodor Zellner (Altbürgermeister, 1. Bürgermeister 1966–1996, 2. Bürgermeister 1960–1966)
- Ludwig Zitzelsberger (2. Bürgermeister 1972–1990, Gemeinderat 1960–1996, Kreisrat 1966–1990)

### Heimatdichtung
- Sofie Zellner, geb. 27. Dezember 1925 in Weinberg, wohnhaft in Gstein (Gemeinde Iggensbach), gest. 28. Mai 2019, Austragsbäuerin und Heimatdichterin.[13]